# فروتادندان
فرویتادن‌ها (به انگلیسی: Fruitadens) گونه‌ای از راسته پرنده‌وَرَکیان (مانند ترایسراتوپ‌ها و استاگوسورها) که عمدتاً گیاهخوار بودند تعلق داشته و فسیل آن در سال ۱۹۷۹ در ایالت کلورادو آمریکا کشف شده و در موزه تاریخ طبیعی لس‌آنجلس نگهداری می‌شده‌است. فسیل‌های به جا مانده از این دایناسورها به اواخر دورهٔ زمین‌شناسی ژوراسیک مربوط است. وزن این دایناسور ۰٫۵ تا ۰٫۷۵ کیلوگرم و طول آن ۶۵ تا ۷۵ سانتیمتر بوده‌است. نام فرویتادن به ناحیه فرویتا در کلورادو اشاره دارد، جایی که فسیل‌ها پیدا شدند.